# Topaze (minéral)
Pour les articles homonymes, voir Topaze.
La topaze est une espèce minérale du groupe des silicates, sous-groupe des nésosubsilicates, de formule Al2SiO4(F, OH)2 pouvant contenir des traces de fer, chrome, magnésium et titane.

## Inventeur et étymologie
Connue depuis l'Antiquité, la topaze a été décrite par le minéralogiste belge Anselmus Boëtius de Boodt (1550 - 1632) en 1609 ; le nom dérive du Grec ancien τοπάζιον(topázion), nom attribué dans l'Antiquité à certaines gemmes, du nom grec de l'île Zabargad en mer Rouge.

## Cristallographie

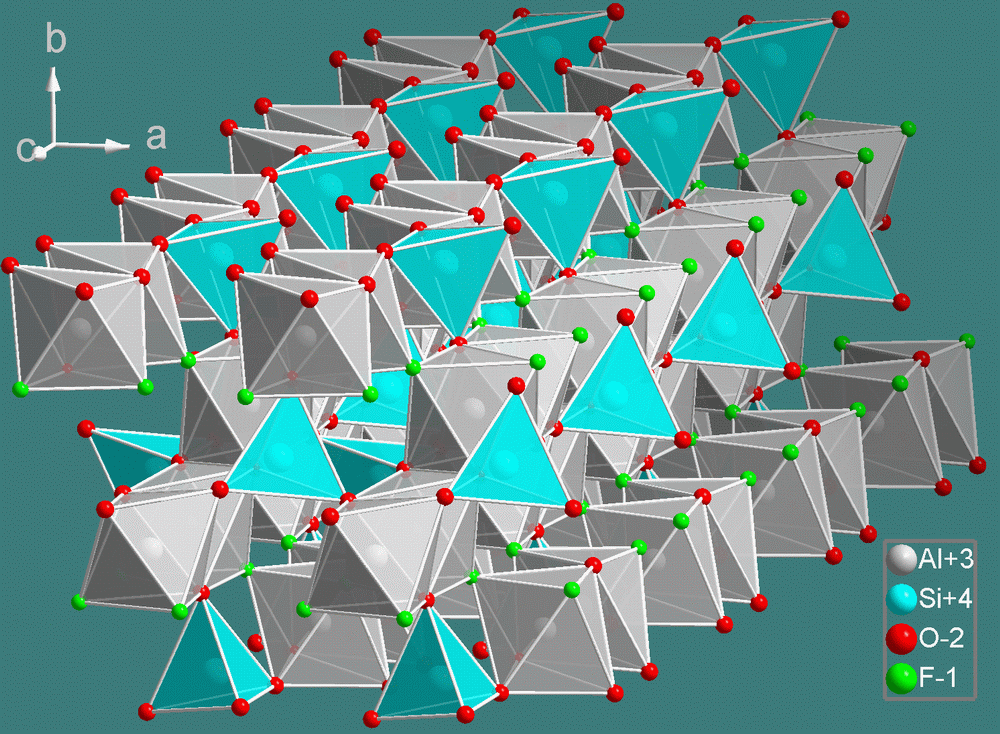
Structure de la topaze.

- Paramètres de la maille conventionnelle : a = 4,35 Å, b = 8,8 Å, c = 8,4 Å, Z = 4 ; V = 321,55 Å3
- Densité calculée = 3,76

## Gîtologie
Minéral typique des pegmatites et des veines quartzeuses de haute température. Sous l'effet d'une altération hydrothermale, la topaze se transforme facilement en muscovite, en séricite, en feldspath, en kaolinite... Les cristaux peuvent être de très grande taille, et atteindre plusieurs dizaines de kilogrammes dans certaines pegmatites brésiliennes.

### Minéraux associés
Elle peut être associée, dans les pegmatites, au béryl, mais aussi, dans certains filons, elle accompagne la fluorite et la cassitérite.

## Synonymie
Il existe pour ce minéral de nombreux synonymes.
À noter que le nom international retenu par l’IMA est Topaz sans (e). Topaze est le terme francophone.
- chrysolithos,
- chrysolithe de Saxe[4]
- physalite, Robert Jameson 1820, (traduction du terme de Werner Physalith)
- pyrophysalite Robert Jameson 1820, (traduction du terme de Hisinger Pyrophysalith)
- rubicelle : terme désuet qui peut, également, désigner un spinelle rose-orangée[5].

## Gisements remarquables

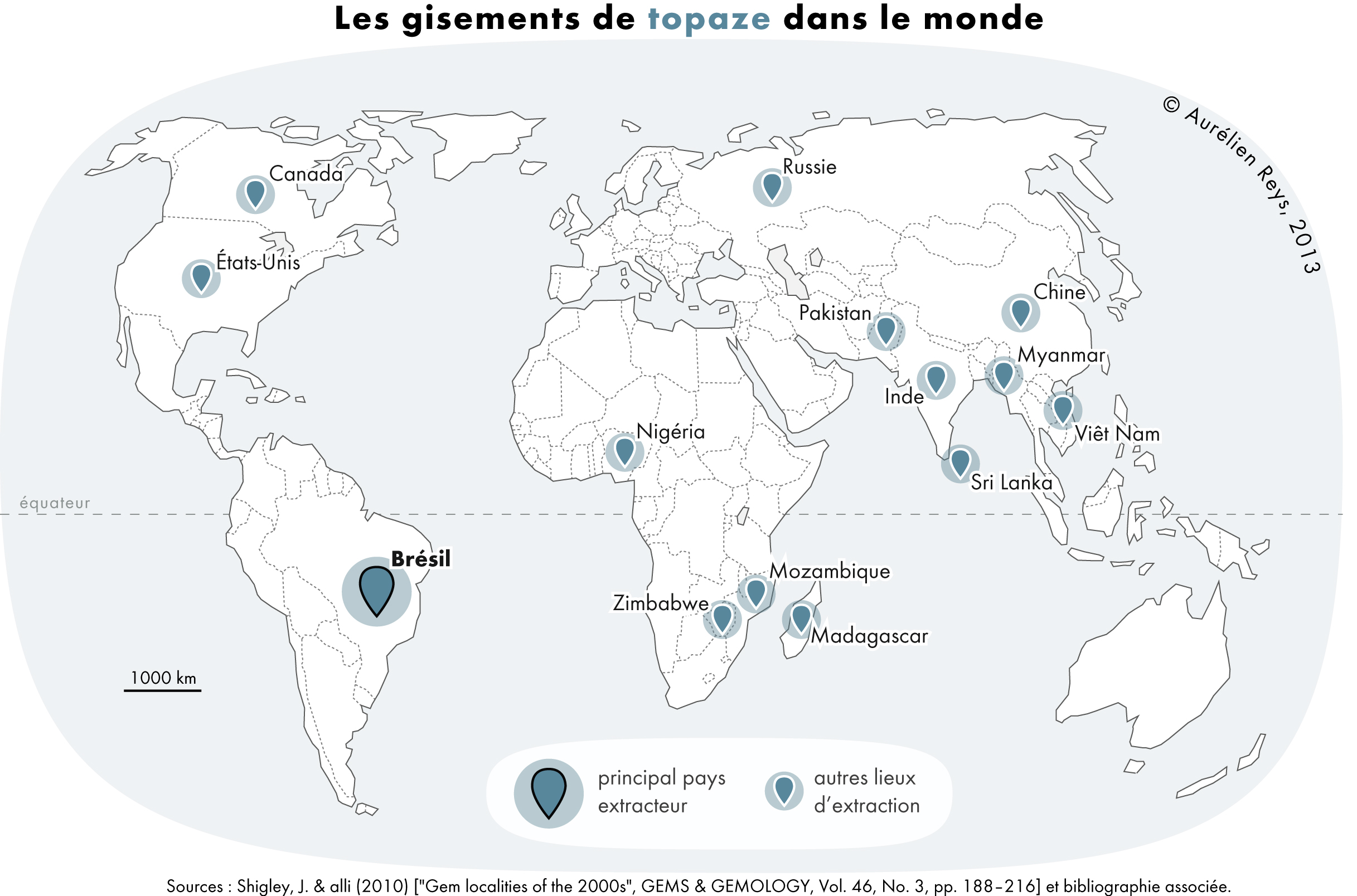
Carte des principaux pays producteurs de topazes dans le monde

- Brésil

Mine de Vermelhão, Saramenha, Ouro Preto, Minas Gerais '.
Mine Xanda, Virgem da Lapa, District des Pegmatites d'Araçuaí, Minas Gerais, Région du sud-est  
- États-Unis

Thomas Range, Comté de Juab, Utah.
- France

Mine des Montmins (Filon Ste Barbe), Échassières, Ébreuil, Allier, Auvergne
Chavence, Gilly-sur-Loire, Saône-et-Loire, Bourgogne.
Carrière de Vilatte-Haute (La Vilate), Chanteloube, Razès, Haute-Vienne.
- Pakistan

Gilgit, Gilgit District, Northern Areas.
- Allemagne

Schneckenstein (historique)

## Gemmologie
La topaze est un cristal utilisé en joaillerie, classée comme pierre fine. La topaze se présente en une large palette de couleurs à l'état naturel. Parmi les plus convoitées figure la topaze impériale que l'on trouve essentiellement au Brésil (Ouro Preto) dans sa couleur caractéristique doré intense à rouge orangé. Certaines topazes du Pakistan et de Russie s'en rapprochent.
Certaines nuances plus foncées peuvent être obtenue par chauffage (les topazes jaune pâle deviennent rosées) ou irradiation (pour renforcer la couleur bleue).
Les différentes couleurs sont dues à une très faible substitution de chrome, fer, cobalt, etc., à l'aluminium de la structure cristalline. Une longue exposition à la lumière solaire peut provoquer un changement de couleur, surtout pour les variétés brunes.

### Terminologie en gemmologie
Ces terminologies sont interdites par le C.I.B.J.O. (World jewellery confederation).
- TOPAZE DE BOHÈME : Quartz citrine ou fluorine jaune
- TOPAZE BRULÉE : topazes jaunes chauffées pour leur donner une teinte rose
- TOPAZE DE CALIFORNIE : Variété de topaze bleu pâle, trouvée en Californie
- TOPAZE CHRYSOLITE : topaze jaune pâle ou vert-jaunâtre
- TOPAZE D'ÉCOSSE : Quartz fumé
- TOPAZE ENFUMÉE : Quartz fumé
- TOPAZE D'ESPAGNE : améthyste qui est devenue jaune par chauffage
- TOPAZE DORÉE : citrine ou améthyste chauffée
- TOPAZE FUMÉE : Quartz fumé
- TOPAZE GOUTTE D’EAU : topaze blanche venant du Brésil
- TOPAZE INDIENNE : topaze jaune safran de Sri Lanka ; corindon jaune ;citrine
- TOPAZE MADÈRE : améthyste chauffage brun-jaunâtre à brun-rougeâtre
- TOPAZE DU NEVADA : obsidienne enfumée
- TOPAZE OCCIDENTALE : citrine
- TOPAZE ORIENTALE : saphir jaune
- TOPAZE PALMYRE : Quartz devenu jaune par chauffage
- TOPAZE-SAFRANITE : citrine
- TOPAZE SALAMANCA : citrine de Cordova (et non de Salamanca)
- TOPAZE DE SAXE : citrine
- TOPAZE SYNTHÉTIQUE : corindon ou une spinelle synthétique de couleur jaune

## Galerie

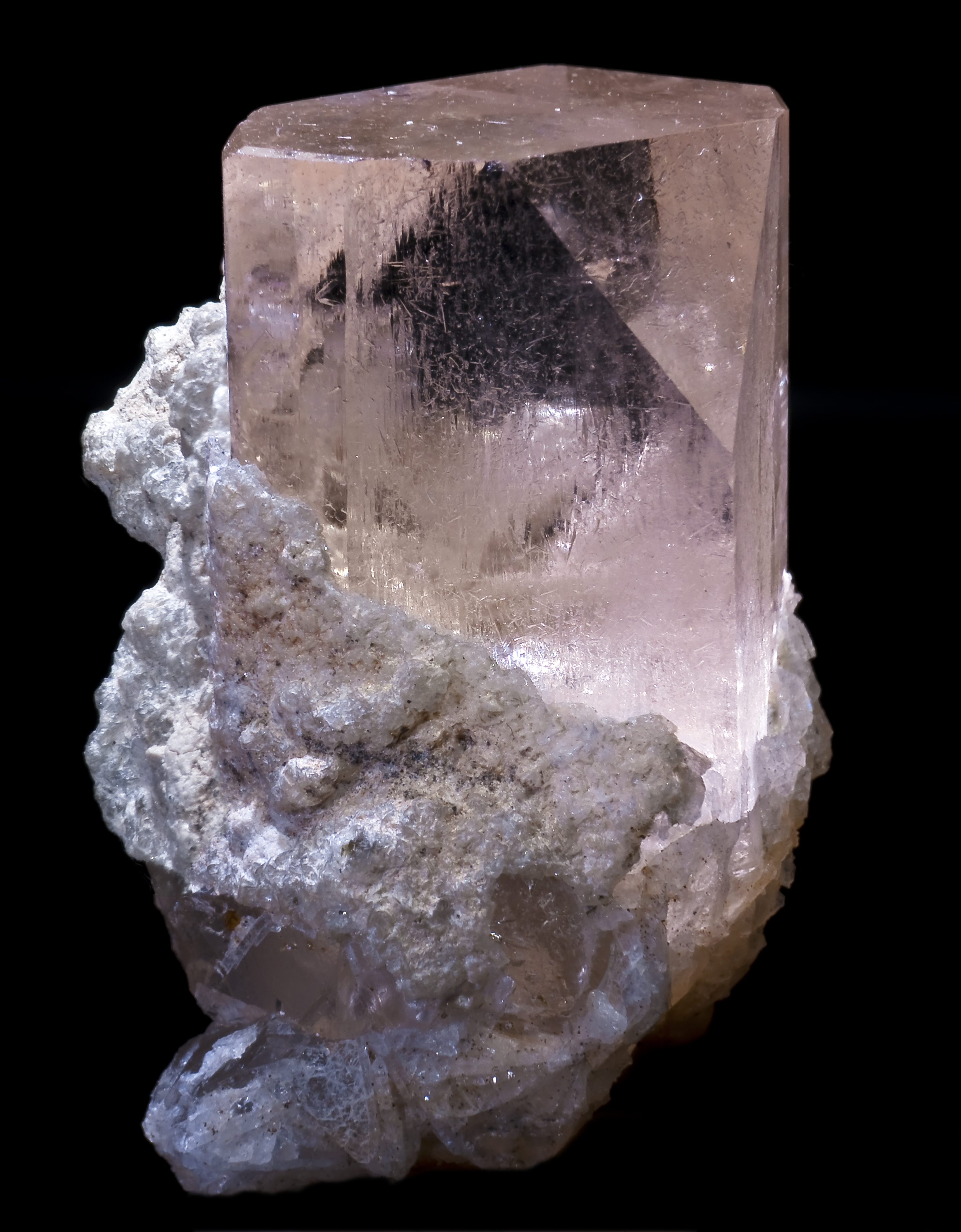
Topaze Rose - Gilgit, Pakistan - (3x1.6 cm).
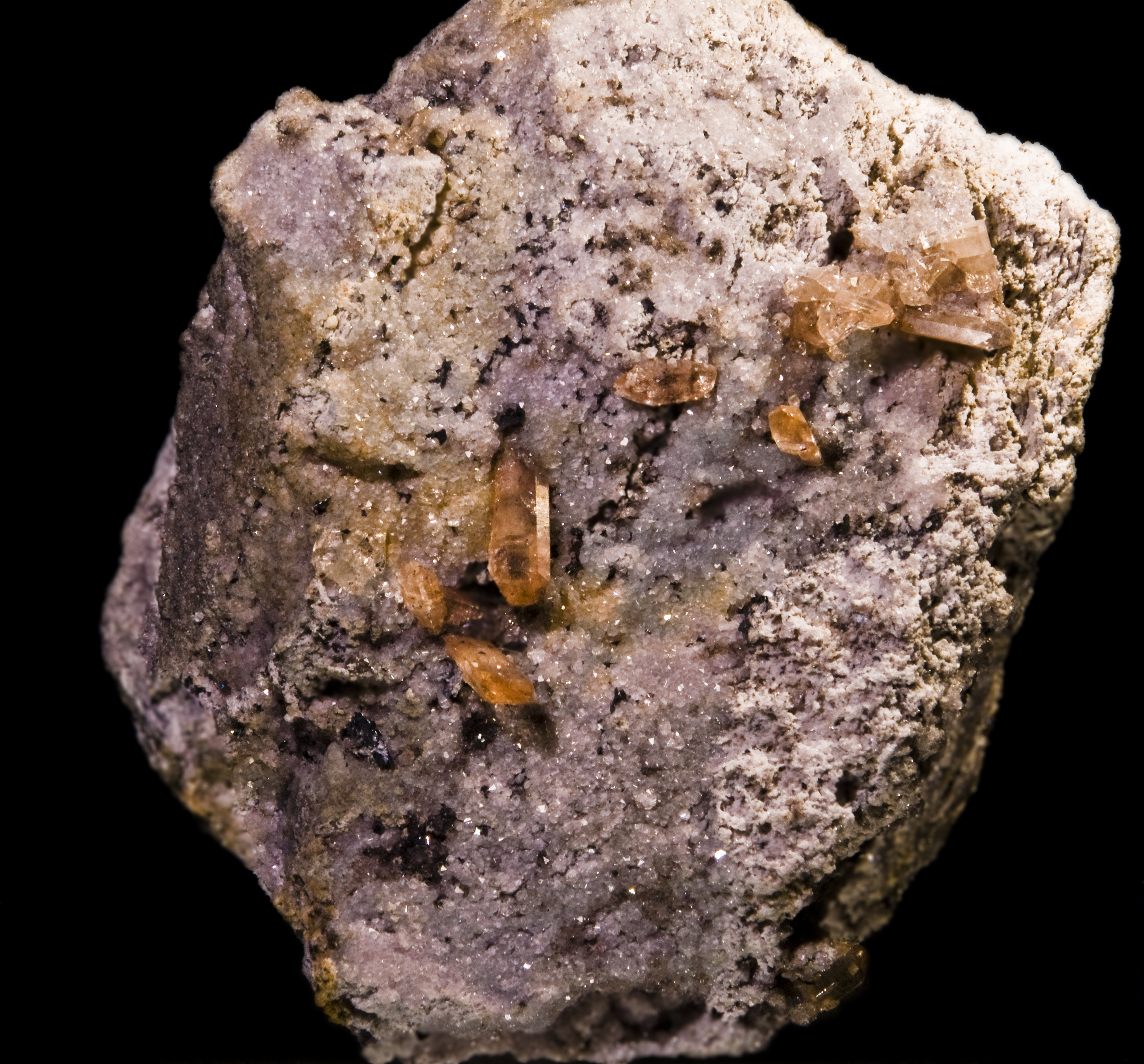
Topaze - Thomas Range, Utah États-Unis  - (10 × 8 cm).
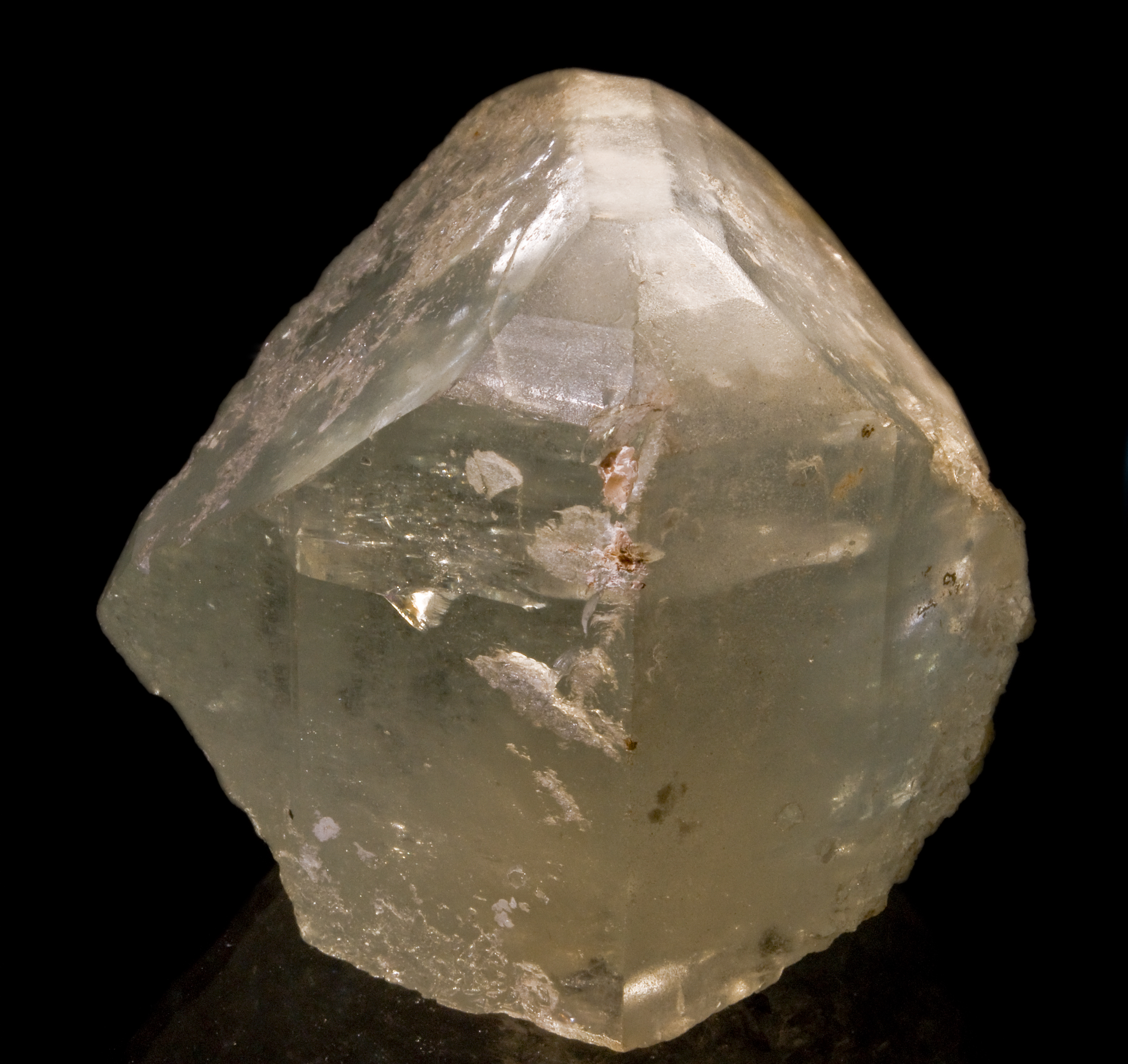
Topaze - Minas Gerais Brésil - (10 × 7 × 7 cm).

## Galerie gemmologie

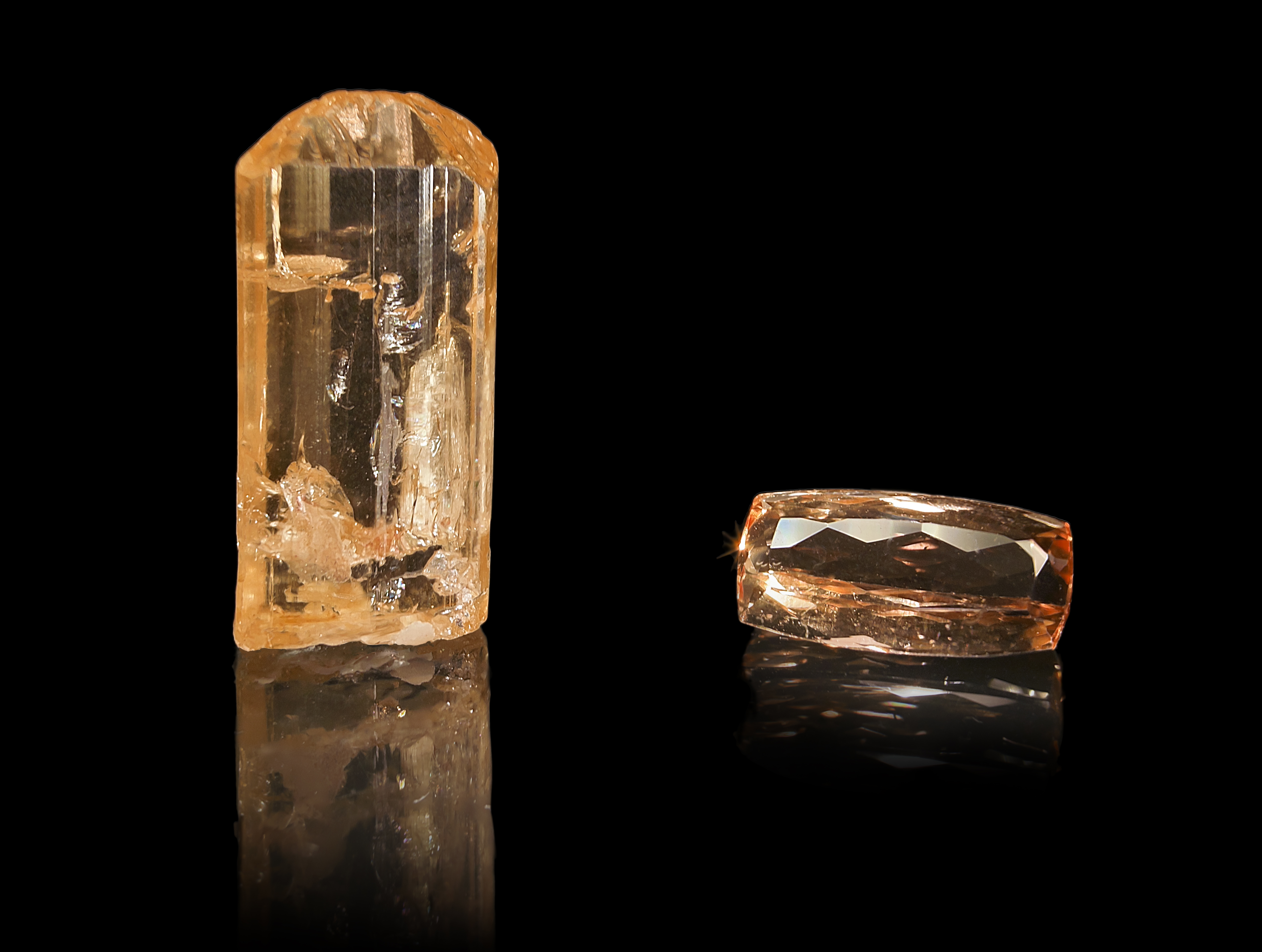
Topaze « Impériale » - Mine de Vermelhão, Brésil - (2,2 × 1 cm) (taillée -1,2 × 0,6 cm).
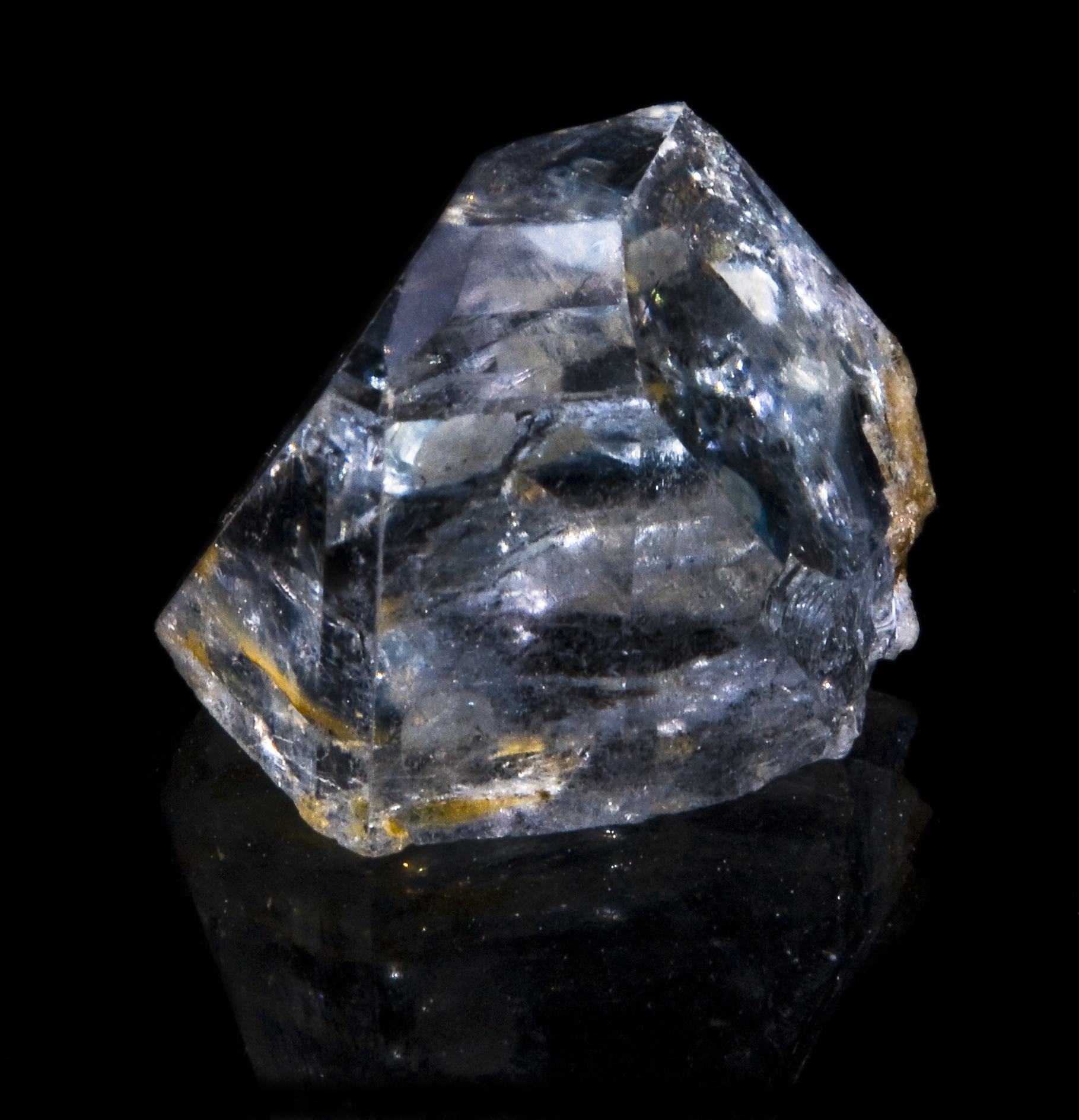
Topaze bleue - Mine Xanda, Brésil - (3 × 3 cm).
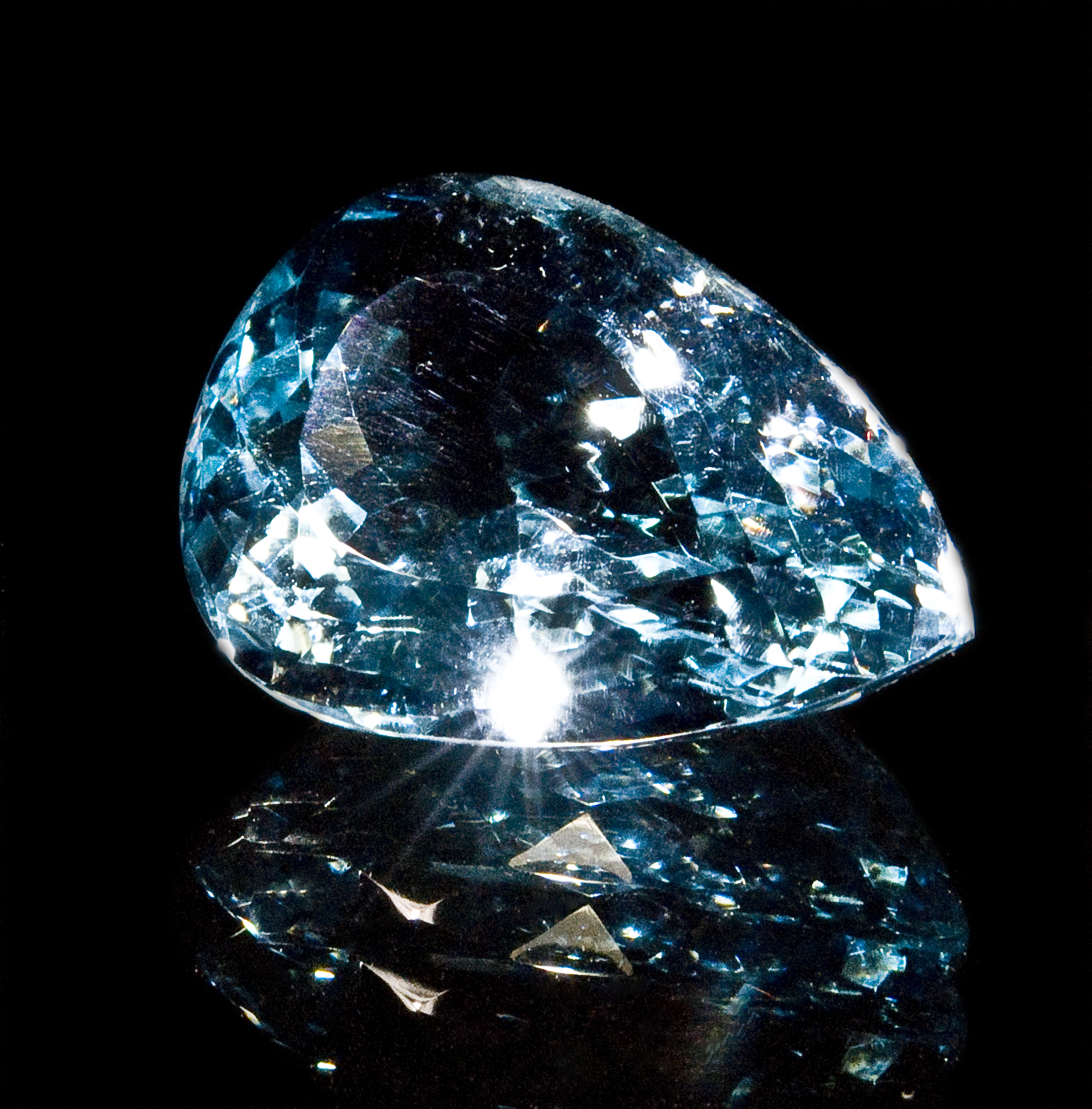
Topaze bleue - Mine Xanda, Brésil - (3 × 3 cm).